# Resolución 980 del Consejo de Seguridad de las Naciones Unidas
La resolución 980 del Consejo de Seguridad de las Naciones Unidas, adoptada sin votación el 22 de marzo de 1995, observando con pesar la renuncia del juez de la Corte Internacional de Justicia Robert Yewdall Jennings que surtiría efecto el 10 de julio de 1995, el Consejo decidió que en concordancia al Estatuto de la Corte las elecciones para llenar la vacante se efectuarían el 12 de julio de 1995 en una sesión del Consejo de Seguridad y durante la cuadragésimo novena sesión de la Asamblea General.
Jennings, un jurista británico, fue un miembro de la Corte desde 1982 y su presidente entre 1991 y 1994.